# Улица Левитана (Ломоносов)
Улица Левита́на — улица в городе Ломоносове Петродворцового района Санкт-Петербурга, в историческом районе Мордвиновка. Проходит от Морской до Цветочной улицы.

## История
Название известно с 1954 года. Дано в честь художника И. И. Левитана, жившего в Мордвинове на даче в 1890-х годах и запечатлевшего Ораниенбаум и его окрестности на своих картинах.
8 мая 2009 года в состав улицы Левитана был включён участок, выходящий к Морской улице, возле дома 2 по улице Левитана. До этого улица начиналась возле дома 2.
Начальный участок улицы (от Морской почти до Западной) проходит по территории объекта культурного наследия федерального значения «Парк», входящего в ансамбль «Усадьба Мордвиновых». Парк является объектом зелёных насаждений общего пользования под названием «Парк усадьбы Мордвиновых».

## Застройка
- у дома 2 — водонапорная башня (начало XX в.; объект культурного наследия федерального значения[2])

## Перекрёстки
- улица Немкова
- Западная улица
- Зелёная улица